# خوسيه أوفارتي
خوسيه أوفارتي (بالإسبانية: José Ufarte)‏ (مواليد 17 مايو 1941) هو لاعب كرة قدم. يلعب مع منتخب إسبانيا لكرة القدم. سبق له أن لعب في كأس العالم لكرة القدم مع منتخب بلاده.

## روابط خارجية
- خوسيه أوفارتي على موقع الاتحاد الدولي (مؤرشف)  (الإنجليزية)
- خوسيه أوفارتي على موقع قاعدة بيانات كرة القدم.إي يو (الإنجليزية)
- خوسيه أوفارتي على موقع ناشيونال فوتبول تيمز (الإنجليزية)